# Liminka
Liminka (Zweeds: Limingo) is een gemeente in de Finse provincie Oulu en in de Finse regio Noord-Österbotten. De gemeente heeft een landoppervlakte van 637,27 km² en telt 10.258 inwoners (2022).

## Geboren in Liminka
- Hjalmar Mellin (1854-1933), wiskundige
- Juho Sunila (1875-1936), politicus